# Раджа-Ампат (округ)

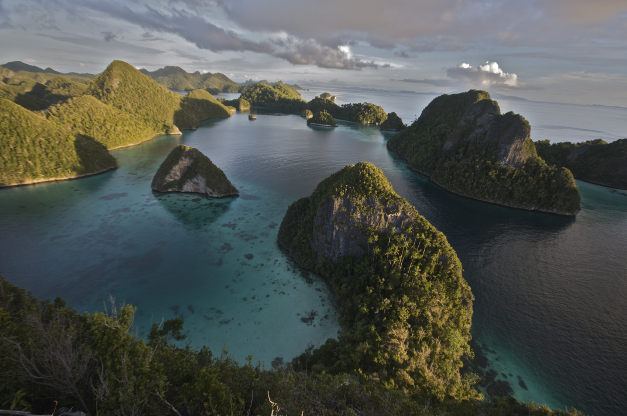
Раджа-Ампат

Раджа-Ампат (индон. Raja Ampat; в переводе — «4 короля») — округ, находящийся на западе индонезийской провинции Юго-Западное Папуа. Столица этого округа носит название Вайсай. В этот округ входят тринадцать районов.

## Административное деление

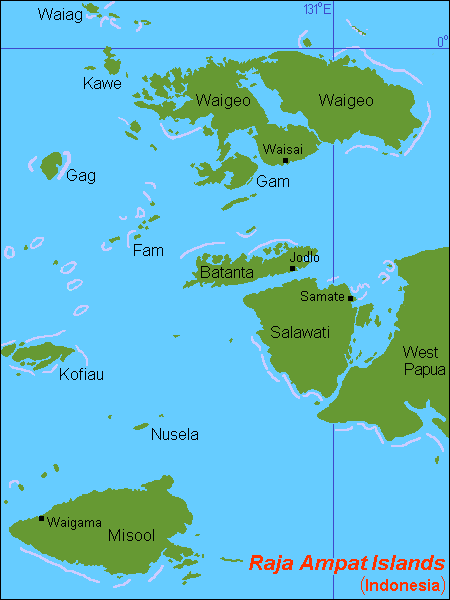
Раджа-Ампат, архипелаг

В этот округ входят тринадцать районов:
- Архипелаг Аяу;
- Кофиау;
- Меос Мансар;
- Мисоол;
- Мисоол Селатан;
- Мисоол Тимурте;
- Самате;
- Селат Сагавин;
- Телук Маялибит;
- Ваигео Барат;
- Ваигео Селатан;
- Ваигео Тимур;
- Ваигео Утара.

## Транспорт
В начале мая 2012 года министр транспорта Раджа-Ампат официально открыл взлетно-посадочную полосу аэропорта Маринда (известен как аэропорт Раджа-Ампат) длиной 1200 метров. Позже взлётно-посадочную полосу увеличили до 2 000 метров.